# Tanja Dexters

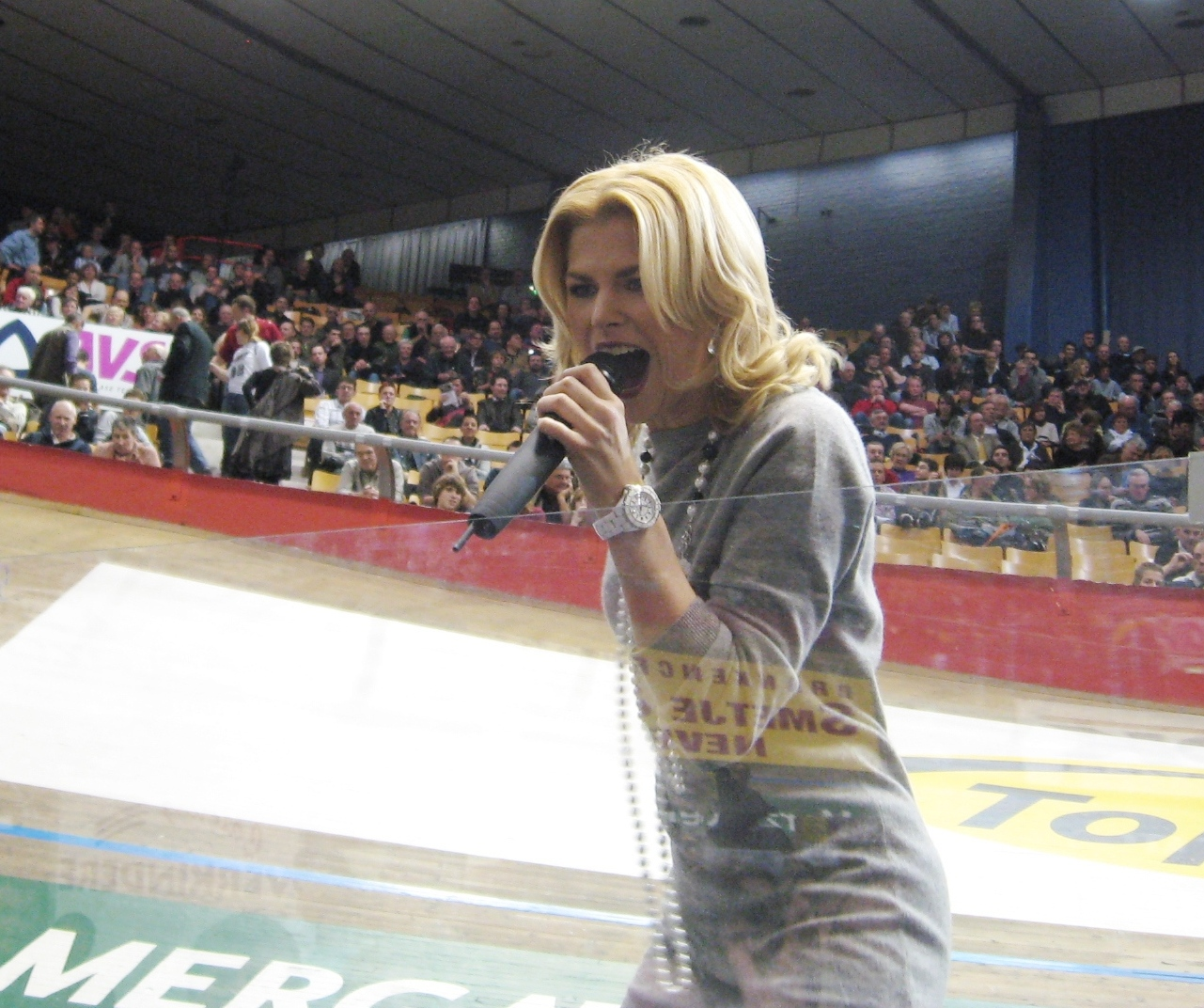
Tanja Dexters tijdens een optreden op de Zesdaagse van Vlaanderen-Gent (2008)

Tanja Dexters (Mol, 6 februari 1977) was de Miss België van 1998. Ze presenteerde het programma Auto TV op een aantal regionale zenders. Op 17 februari 2022 werd ze veroordeeld voor handel in cocaïne en het bezit van cannabis.

## Biografie

### Model
In 1998 werd Dexters verkozen tot Miss België. Ze studeerde voor kleuterleidster en maakte deze opleiding af tijdens haar missjaar.
Na haar jaar als Miss België trok ze naar Milaan, waar ze een modellencarrière bij hetzelfde modellenbureau als Naomi Campbell opbouwde. Ze voerde daarnaast verschillende basejumps en sky-dives uit, onder meer van de Eiffeltoren en de Euromast.
In juli 2000 verscheen ze naakt in Playboy en in 2007 stond Dexters op de Showbizzkalender tijdens de zomer.

### Presentatrice
Na haar werk als model ging ze bij de VRT aan de slag bij het programma De Rode Loper. Midden 2001 stopte ze bij dit programma. Nadien werd ze presentatrice van het showbizzprogramma Mediamadammen, samen met Phaedra Hoste, Ann Van Elsen en Deborah Ostrega. Ze presenteerde in 2004 op KanaalTwee het lifestyleprogramma Wannahaves, een programma over hebbedingetjes voor mannen.
In 2005 werd Dexters het gezicht van Autozone en van lingeriemerk Marie Jo L'Aventure. Datzelfde jaar werd ze presentatrice van het programma Auto TV, dat te zien is op de regionale zenders.
In 2006 werd Dexters het gezicht van pokersite Unibet.com. Op een speciaal ontworpen mini-site leerde ze gebruikers in zeven filmpjes de basisregels van het pokerspel. De bedoeling was dat ze ook een pokertelevisieshow zou presenteren op KanaalTwee, maar daar stak de Belgische Kansspelcommissie een stokje voor.

### Zangeres en paaldanseres
In 2001-2004 bracht Dexters een aantal singles uit, zonder veel succes. Ze werd gepromoot door Free Record Shop. Ze deed mee aan de preselecties voor het Eurovisiesongfestival 2002 met het nummer When I look in your eyes. Ze zong tijdens dit optreden enorm vals en eindigde als laatste.
Eind 2003 gaf Dexters als gospelzangeres een aantal kerstoptredens in kerken.
Tijdens de zomer van 2005 trad ze een aantal keer live op met de covergroep Made In Belgium. In december deed Dexters op het verjaardagsfeest van tijdschrift Maxim een paaldansact. Hiervan verscheen de dvd De Paaldansacademie, met daarop lessen om te leren paaldansen.
Eind 2006 zorgde Dexters opnieuw voor opschudding omdat ze wilde gaan paaldansen op het kerstfeest van de Belgische troepen in Libanon. Minister van Defensie André Flahaut stelde zijn veto en uiteindelijk werden rapper Kaye Styles en zangeres Katerine gestuurd. Ook eind 2006 speelde Tanja in De show van het jaar, waarin ze elke week een stunt uithaalde.
Ze trad vijftig keer op in Het Witte Paard in Blankenberge. Aan het eind van de zomer van 2007 was er ophef toen een video waarin Dexters Els De Schepper leerde paaldansen uitlekte op YouTube. Aan het eind van de video was te zien hoe de twee dames in een gevecht uitbarstten nadat De Schepper van de paal viel. Enkele dagen later bleek het filmpje in scène te zijn gezet en dat het eigenlijk een promotiefilmpje was voor De Scheppers nieuwe theatershow.
Rond het najaar van 2007 besloot ze te stoppen met paaldansen.
In 2008 nam Dexters opnieuw deel aan de preselecties van Eurosong, dit keer met het nummer Addicted to you. Met dit nummer eindigde ze op de tweede plaats in de preselectie.
Vanaf mei 2009 vormde Dexters samen met Elisa Guarraci, Jasmine Sendar en Nelly Bojahr de nieuwe meidengroep Jameerah. De band werd voorgesteld op 20 mei tijdens een Belgisch feest op het Filmfestival in Cannes. Tijdens de zomermaanden van 2009 trad Dexters opnieuw op in Het Witte Paard, dit keer met een act gebaseerd op de burlesque-acts van Dita Von Teese.
In februari 2011 vormde ze samen met Lesley-Ann Poppe en Griet Vanhees de nieuwe meidengroep B-A-B-E. De maand nadien kwam de eerste single van de groep uit.
Na onenigheid met de manager, stapte Tanja Dexters samen met de andere leden uit de groep Jameerah en maakten ze allen de overstap naar Fourlicious. Ze lanceerden in januari 2012 hun debuutsingle Over You.

### Verschijningen in televisieprogramma's
- In het najaar van 2007 nam Dexters deel aan de televisieprogramma's Sterren Op Het IJs en Ranking the Stars.
- In 2011 was ze te zien in Expeditie Robinson, dat ze uiteindelijk ook gewonnen heeft.
- In 2013 won Dexters het eerste seizoen van De Grote Sprong, een televisieprogramma op VTM waarin bekende Vlamingen schoonspringen. Na haar deelnamen deed zij in februari 2014 mee aan een speciaal duel tegen Ralf Mackenbach, finalist van de Nederlandse versie, tijdens het Eindhoven Diving Cup. Dexters wist hierbij het duel te winnen.[8]
- Dexters had in Februari 2005 een cameo in de serie Familie.
- In 2022 nam Dexters deel aan het derde seizoen van De Container Cup.

### Varia
- In 2004 figureerde Dexters op de dvd Zien van Marco Borsato.

## Discografie

### Singles
| Single met hitnotering(en) in de Vlaamse Ultratop 50 | Datum van verschijnen | Datum van binnenkomst | Hoogste positie | Aantal weken | Opmerkingen                            |
| ---------------------------------------------------- | --------------------- | --------------------- | --------------- | ------------ | -------------------------------------- |
| Out of my mind                                       | april 2001            | 28-04-01              | 41              | 3            |                                        |
| Shake your thing                                     | juli 2001             |                       | tip             |              |                                        |
| When I look in your eyes                             | 2002                  |                       |                 |              | Preselectie Eurovisiesongfestival 2002 |
| Born to be wild                                      | november 2002         | 9-11-2002             | 21              | 8            |                                        |
| The whispering of your heart                         | eind 2003             |                       | tip             |              |                                        |
| The way I am                                         | november 2004         |                       | tip             |              |                                        |
| Hot stuff                                            | eind 2006             |                       | tip             |              |                                        |

- Gemeinsame Normdatei: 116588836X
- MusicBrainz: b28cdd81-d904-4575-85eb-494c184bdd78
- Virtual International Authority File: 2524153596629351900000